# Markus Heikkinen
Markus "Mako" Heikkinen (Katrineholm, Suecia, 13 de octubre de 1978), es un futbolista finlandés de origen sueco, se desempeña como centrocampista o defensa y actualmente juega en el HJK Helsinki. Es internacional con la selección de fútbol de Finlandia.

## Clubes
| Club                  | País       | Año             | Partidos | Goles |
| Oulun Palloseura      | Finlandia  | 1996 - 1997     | 24       | 5     |
| Turun Palloseura      | Finlandia  | 1997 - 1998     | 22       | 0     |
| MyPa                  | Finlandia  | 1998 - 2000     | 43       | 1     |
| HJK Helsinki          | Finlandia  | 2000 - 2002     | 85       | 1     |
| Portsmouth FC         | Inglaterra | 2002            | 2        | 0     |
| Aberdeen FC           | Escocia    | 2003 - 2005     | 68       | 2     |
| Luton Town FC         | Inglaterra | 2005 - 2007     | 76       | 2     |
| Rapid Viena           | Austria    | 2007 - 2013     | 173      | 4     |
| IK Start Kristiansand | Noruega    | 2013            | 10       | 2     |
| HJK Helsinki          | Finlandia  | 2013 - Presente | 38       | 0     |

## Con la selección nacional
Heikkinen debutó el 4 de enero de 2002 en un partido amistoso contra Baréin. Jugó en el mediocampo de la selección hasta el 26 de septiembre de 2011, cuando anunció su retiró internacional.